# Āshīn-e Soflá
Āshīn-e Soflá (persiska: آشین سفلی, Āshīn-e Pā’īn) är en ort i Iran.   Den ligger i provinsen Kerman, i den sydöstra delen av landet, 1 000 km sydost om huvudstaden Teheran. Āshīn-e Soflá ligger 1 885 meter över havet och antalet invånare är 146.
Terrängen runt Āshīn-e Soflá är bergig. Runt Āshīn-e Soflá är det glesbefolkat, med 13 invånare per kvadratkilometer. Närmaste större samhälle är Seh Dāngeh, 15,1 km söder om Āshīn-e Soflá. Trakten runt Āshīn-e Soflá är ofruktbar med lite eller ingen växtlighet.